# Narodowosocjalistyczna Niemiecka Partia Robotników

Nazistowski symbol, łączący niemieckiego orła i swastykę

Flaga NSDAP

Narodowosocjalistyczna Niemiecka Partia Robotników (niem. Nationalsozialistische Deutsche Arbeiterpartei, NSDAP), powszechniej znana jako partia nazistowska – niemiecka skrajnie prawicowa partia polityczna, jedyna legalna partia w III Rzeszy. Zastąpiła istniejącą w latach 1919–1920 Niemiecką Partię Robotników (Deutsche Arbeiterpartei, DAP).
W latach 1933–1945 sprawowała w Niemczech totalitarną władzę. Rządy NSDAP charakteryzowały się terrorem politycznym, totalną inwigilacją, likwidacją opozycji i programem podboju Europy. Polityce podboju towarzyszyły ludobójstwa dokonywane w podbitych państwach (zwłaszcza w Polsce, gdzie zamordowano około sześciu milionów obywateli). Kierownictwo partii zostało uznane w procesach norymberskich za organizację przestępczą, a samej partii alianci zakazali działalności 20 września 1945.

## Historia
Utworzona została w Bawarii w 1919 r. jako Niemiecka Partia Robotników (DAP). Jej założycielem był Anton Drexler. W chwili utworzenia liczyła 64 członków. DAP pełniła rolę lokalnej partii nacjonalistycznej. W 1920 r. partia zmieniła nazwę na Narodowosocjalistyczna Niemiecka Partia Robotników. Od tej pory zwolennicy partii nazywali siebie „nazistami” (niem. Nazis, l.mn. od Nazi – skrót od niem. NAtionalsoZIalist). Występujące w nazwie NSDAP przymiotniki socjalistyczna i robotnicza Adolf Hitler traktował jako kamuflaż. Pierwotnie skupiała głównie weteranów I wojny światowej, mających problemy z przystosowaniem do życia w warunkach pokoju. W 1920 r. partia przejęła pismo „Völkischer Beobachter”, które odtąd stało się organem głoszącym zbrodniczą propagandę antysemicką. 24 lutego 1920 Adolf Hitler przedstawił 25 punktów programu NSDAP. Dotyczyły one anulowania postanowień traktatu wersalskiego i zjednoczenia narodu niemieckiego w jedno państwo. Wzmiankowano o zamknięciu wszystkich gazet nieprzychylnych NSDAP, a także kontroli mediów przez państwo. Zakładano utworzenie armii narodowej, a więc wprowadzenie powszechnej i obowiązkowej służby wojskowej.
W 1921 r. Hitler stanął na czele partii. Z jego inicjatywy ruch nazistowski zaczął formowanie własnych formacji paramilitarnych. W ramach NSDAP powstały Sturmabteilung (SA), z której to powstały Schutzstaffel (SS). SA i SS służyły zwalczaniu przeciwników NSDAP i ochronie działań partii. Hitler od początku głosił istnienie antyniemieckiego spisku, w którym rzekomo uczestniczyli Żydzi, komuniści, masoni i jezuici. Za swego głównego przeciwnika politycznego NSDAP uznała partie robotnicze, a zwłaszcza Komunistyczną Partię Niemiec; zwalczała także socjaldemokratów i liberalne stronnictwa mieszczańskie.
W 1921 r. w partii działało 3000 osób; w 1923 r. było ich już 30 tysięcy. Potencjalnych działaczy przyciągał wojskowy klimat partii, defilady, mundury i marsze z pochodniami. Działaczami partii byli m.in.: syn bogatego kupca, Rudolf Heß (w trakcie wojny pilot, a następnie żołnierz kontrrewolucyjnego Freikorpsu), który mianowany został przewodniczącym Centralnej Komisji Politycznej, i syn Komisarza Rzeszy w Niemieckiej Afryce Południowo-Zachodniej, Hermann Göring, który mianowany został dowódcą bojówek Sturmabteilung. Innymi liczącymi się działaczami byli Alfred Rosenberg, Max Amann i Heinrich Hoffman.
W październiku 1922 r. NSDAP została zaproszona na tak zwany dzień niemiecki w Coburgu, czyli spotkanie partii i grup o charakterze nacjonalistycznym. Hitler zlekceważył apel o stawienie się z małą delegacją – naziści zjawili się na wiecu w liczbie ośmiuset bojówkarzy i orkiestry. Już następnego dnia doszło do starć nacjonalistów z członkami ugrupowań lewicowych. W styczniu następnego roku odbył się pierwszy zjazd partii z udziałem defilady bojówek SA. 1 i 2 września naziści uczestniczyli w rocznicy zwycięstwa Prus w wojnie z Francją w 1870 r. W trakcie spotkania Hitler zawiązał sojusz z generałem Erichem Ludendorffem, w wyniku którego doszło do utworzenia grupy Niemiecki Związek Walki – koalicji organizacji nacjonalistycznych z udziałem SA, Reichsflagge oraz Bund Oberland. 25 września kierownikiem Związku mianowany został sam Hitler. W dniach od 27 do 29 stycznia 1923 r. w Monachium odbył się I Parteitag NSDAP.
Partia została zdelegalizowana w 1923 po nieudanej próbie przejęcia przez Hitlera władzy w Bawarii (tzw. pucz monachijski). W czasie puczu aresztowano lewicowych radnych, przedstawicieli mniejszości żydowskiej oraz zdemolowano redakcje pism socjaldemokratycznych. Sławę Hitlerowi, a tym samym i ideologii nazizmu, przyniósł proces puczystów, który uczynił z Hitlera osobę znaną. W sądzie dochodziło do wielu absurdalnych sytuacji, Hitler bezkarnie wygłaszał swoje poglądy, nazywał urzędujących ministrów „zdrajcami” i „bandą złoczyńców”. Sam Hitler głosił się przedstawicielem „niemieckiego ruchu wolnościowego”, którego celem nie było objęcie żadnych stanowisk państwowych a jedynie szerzenie świadomości narodowej. Po długim procesie Hitler skazany został na 5 lat więzienia. Zesłano go do twierdzy w Landsberg am Lech na zachód od Monachium. W czasie pobytu w zakładzie karnym napisał Mein Kampf. W okresie pobytu w więzieniu wzrosły notowania ruchu nacjonalistycznego, wynikiem tego był duży skok wzrostu poparcia dla NSDAP w wyborach. Ruch narodowosocjalistyczny domagał się wypuszczenia Hitlera na wolność, a do tej akcji dołączyli się dwaj laureaci Nagrody Nobla, Philipp Lenard i Johannes Stark, którzy opublikowali artykuł, w którym nazwali przyszłego dyktatora „doboszem nowych Niemiec” i pochwalili go za walkę o jedność narodu i czystość ras. Ostatecznie Hitler i pozostali naziści zostali wypuszczeni z więzień w grudniu 1924.

### Droga do władzy
Po wyjściu Hitlera z więzienia w 1924 r. NSDAP została odbudowana – najpierw jako partia nielegalna, a potem od 27 lutego 1925, po zmianach statutu, jako legalna partia startująca na równych prawach w wyborach do Reichstagu. 3–4 lipca 1926 w Weimarze odbył się II Parteitag NSDAP.
Na wiosnę 1927 r. do partii dołączył Wilhelm Keppler, wpływowy kapitalista i dyrektor szeregu fabryk chemicznych, Keppler został doradcą Hitlera ds. gospodarczych. Kolejnym kapitalistą, który wstąpił do partii był Emil Kirdorf, który przekazał NSDAP sto tysięcy marek niemieckich. Redaktor jednej z poczytnych gazet liberalnych „Berliner Börsenzeitung”, Walther Funk został kierownikiem Gospodarczego Biura Prasowego partii, a także kolejnym doradcą Hitlera ds. gospodarki. Wsparcia finansowego nazistom udzieliły przedsiębiorstwa amerykańskie, a także Hjalmar Schacht pełniący funkcję prezesa Banku Rzeszy. Mimo zdobycia środków pieniężnych NSDAP nie zdobyła znaczącego poparcia w wyborach z 1928 r. Sukcesem okazały się dopiero wybory, które odbyły się dwa lata później. Po tych wyborach kontynuowano rozmowy z przedsiębiorcami, a szczególnie przemysłowcami. Kontakt z NSDAP był dla kapitalistów niemieckich szansą na zdobycie popularności wśród społeczeństwa sympatyzującego z faszyzmem, a także na tanią siłę roboczą. Hitler nawiązał przyjazne stosunki z Alfredem Hugenbergiem, zarządzającym czasopismami i teatrami (od tamtej pory stały się one ważnym nośnikiem propagandy nacjonalistycznej). Dzięki wpływom Hugenberga Hitler mianował ministrem oświaty w rządzie Brunszwiku swojego zaufanego człowieka, Dietricha Klaggesa. Dzięki jego wsparciu w 1932 r. zdobył obywatelstwo niemieckie, co umożliwiło mu objęcie wpływowych stanowisk w rządzie (wcześniej był obywatelem Austrii).
Hitler przekonał duże grono Niemców do swoich rzekomo pokojowych celów, twierdząc, że pragnie stworzyć armię narodową, a inne działania związane z agresją i przemocą odrzuca. Prawdą jest natomiast to, że już od początku planował on zastosowanie wobec społeczeństwa masowego terroru oraz wprowadzenie surowych kar w przypadku stawiania oporu wobec jego władzy. Totalitarne plany Hitlera zostały zdemaskowane w tak zwanym dokumencie z Boxheim, gdzie naziści opisali plany wprowadzenia terroru.
Na skutek kryzysu światowego, ponownego pogorszenia sytuacji gospodarczej Niemiec oraz słabości i rozbicia tradycyjnych partii prawicowych, jej program zyskał znowu poklask dużej części Niemców oraz wsparcie wielkiego kapitału – w przedterminowych wyborach do Reichstagu (po upadku koalicyjnego rządu kanclerza Hermanna Müllera, SPD z partiami centrowymi) w marcu 1930 NSDAP uzyskała 18% głosów. W 1931 powstał front harzburski jednoczący antyrepublikańską prawicę (w tym monarchistów i Niemiecką Narodową Partię Ludową, czyli DNVP, największą partią tworzącą front była NSDAP).
W wyborach w 1932 r. NSDAP osiągnęła 37% poparcia i stała się największą partią w Reichstagu (31 lipca 1932 – 230 mandatów na 608, 6 XI 1932 – 196/584). 30 stycznia 1933 r. prezydent Rzeszy Paul von Hindenburg desygnował Adolfa Hitlera na kanclerza Rzeszy, który reprezentował większość parlamentarną złożoną z NSDAP i DNVP (niemiecka prawica narodowa). Wicekanclerzem Rzeszy i komisarycznym premierem Prus został Franz von Papen – faktyczny negocjator warunków porozumienia NSDAP z konserwatywną prawicą. Działacze DNVP objęli większość stanowisk ministerialnych w rządzie Hitlera (ministerstwa: gospodarki, finansów, Reichswehry, spraw zagranicznych, pracy). Do czerwca 1933 NSDAP współrządziła z DNVP.
W 1932 r. odbyły się wybory prezydenckie, jednym z kandydatów został Adolf Hitler. Po wyborach parlamentarnych NSDAP stała się najbardziej liczną grupą w parlamencie, a sam Hitler osobiście spotkał się z konserwatywnym prezydentem Paulem von Hindenburgiem. Hindenburg namawiał Hitlera do wstąpienia NSDAP do prawicowego rządu utworzonego przez Franza von Papena, Hitler w imieniu NSDAP odmówił i zaproponował, aby zamiast von Papena to on został głową rządu. Plany NSDAP pokrzyżowała zbrodnia popełniona przez bojówkarzy nazistowskich 10 sierpnia 1932. W Potempie niedaleko Bytomia, bojówkarze SA zamordowali weterana powstań śląskich i działacza tamtejszego KPD, Konrada Piecucha. Zbrodnia stała się przedmiotem oburzenia środowisk polonijnych. Mordercy zostali skazani na karę śmierci. NSDAP w obronie morderców zorganizowała serię demonstracji, a Hitler ogłosił, że ułaskawienie zabójców jest dla niego najważniejszą sprawą. Konserwatywne władze ostatecznie zastosowały wobec morderców prawo łaski, a po dojściu nazistów do władzy zostali oni w pełni wypuszczeni na wolność. Mord spowodował spadek poparcia dla nazistów i wzrost popularności komunistów. Hitler odbudował poparcie dla NSDAP na skutek umowy z właścicielem hamburskiej stoczni; w zamian za wsparcie przedstawiciele NSDAP obiecali starania o maksymalny wzrost produkcji wyrobów koncernu. W imieniu przedsiębiorców całego kraju, właściciele stoczni napisali do prezydenta list, w którym poprosili go o przyznanie Hitlerowi stanowiska kanclerza.
W konsekwencji pożaru budynku Reichstagu w lutym 1933 r. i kampanii propagandowej oskarżającej o podpalenie Komunistyczną Partię Niemiec Hitler nakłonił prezydenta Rzeszy Hindenburga do kontrasygnowania dekretu o ochronie narodu i państwa (stanie wyjątkowym), co oznaczało zawieszenie swobód obywatelskich (cenzura prasy, kontrola rozmów telefonicznych, możliwość zawieszania działalności partii politycznych, związków zawodowych i stowarzyszeń, usunięcie sądowej kontroli aresztowania przez policję). Korzystając z tego naziści rozpętali masowy terror. Hermann Göring jako minister spraw wewnętrznych Prus nadał bojówkarzom SA uprawnienia policyjne. W wyborach 5 marca 1933 NSDAP otrzymała 44% głosów. Korzystając z unieważnienia mandatów deputowanych komunistycznych oraz nieobecności części socjalistów (znajdowali się już w obozach koncentracyjnych, na emigracji lub w podziemiu), przy sojuszu z DNVP i oportunistycznym stanowisku partii chrześcijańsko-demokratycznej (Zentrum), Reichstag w obecności 535 z 647 deputowanych 24 marca 1933 przyjął większością konstytucyjną ustawę o pełnomocnictwach, upoważniającą rząd Rzeszy do wydawania rozporządzeń z mocą ustawy, co pozwoliło Hitlerowi sprawować władzę bez kontroli ze strony parlamentu. Ustawa o pełnomocnictwach, przedłużana dwukrotnie przez Reichstag, była legitymizacją totalitarnej władzy NSDAP.
21 marca 1933 Heinrich Himmler jako szef policji landu Bawaria na podstawie ustawy o pełnomocnictwach wydał rozporządzenie o utworzeniu pierwszego oficjalnego obozu koncentracyjnego na terenie Niemiec w Dachau koło Monachium.

### Rządy monopartii (1933–1945)

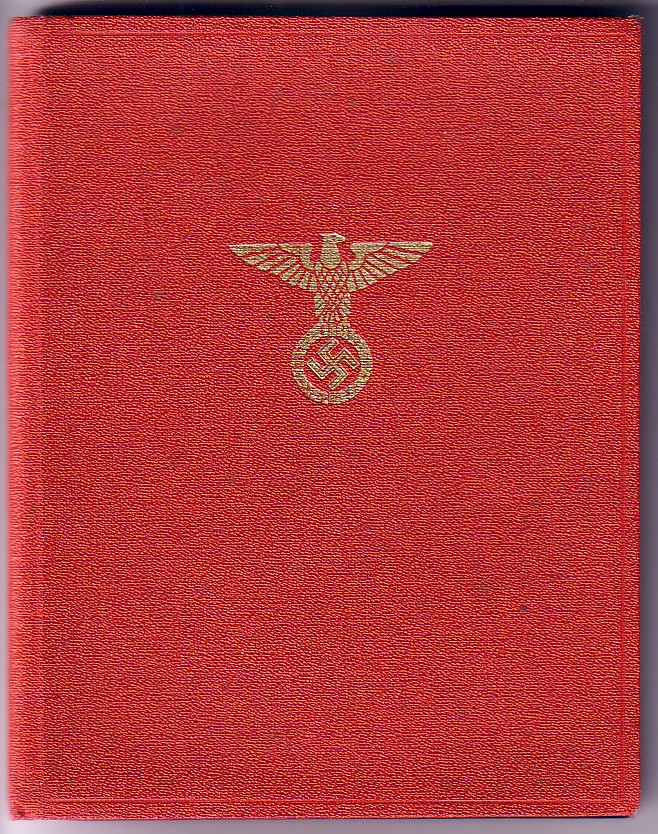
Legitymacja partyjna z 1939 r.

W lipcu 1933 r. Niemcy stały się klasycznym państwem monopartyjnym, a NSDAP została jedyną legalną partią polityczną w Niemczech po delegalizacji lub samorozwiązaniu wszystkich pozostałych. W czerwcu 1933 r. liczyła 2 493 890 członków. Składka członkowska wynosiła miesięcznie 1 RM (bezrobotni) lub 1,5 RM (pozostali). Osoby, które wstąpiły do partii po 30 IV 1933, wnosiły składki w wysokości od 1 do 5 RM, zależnie od osiąganych dochodów.
W lipcu 1939 r. zaplanowano doroczny kongres w Norymberdze na dni 2–11 września 1939 roku.
W 1944 r. partia liczyła 8,5 mln członków. 1 kwietnia 1945 r., kiedy III Rzesza przeżywała swoje ostatnie miesiące, nastąpiło ostatnie przyjęcie do NSDAP nowych członków – chłopców i dziewcząt urodzonych w latach 1926–1928. Adolf Hitler jeszcze przed samobójstwem mianował 30 kwietnia swojego sekretarza Martina Bormanna Ministrem Partii, choć takiego stanowiska w rządzie niemieckim wcześniej nie było. Stanowisko to faktycznie zastąpiło stanowisko Przewodniczącego Partii i pozwoliło Bormannowi skoncentrować władzę nad partią w swoich rękach. Jednak całkowita porażka nazistowskich Niemiec w wojnie była już wtedy oczywista i dalsze losy partii były z góry przesądzone. 2 maja zaginął Martin Bormann i stanowisko Ministra Partii przestało istnieć. Po klęsce III Rzeszy kierownictwo partii (ok. 600 tys. osób) zostało uznane w procesie norymberskim za organizację zbrodniczą. Szeregowych członków NSDAP zwolniono z odpowiedzialności za samą przynależność do partii, gdyż udział Niemców w jej strukturach był zbyt masowy. NSDAP zakazano działalności 20 września 1945 r. decyzją Sojuszniczej Rady Kontroli. Oficjalne rozwiązanie przez aliantów nastąpiło 13 października 1945 r., lecz już w maju tego roku rozwiązanie partii ogłosił Karl Dönitz, działający w charakterze Prezydenta III Rzeszy.

## Struktura NSDAP
Hierarchiczna struktura NSDAP była zbudowana według zasady wodzostwa. Członkowie NSDAP na co dzień nosili odznakę partyjną (ze swastyką), a gdy występowali oficjalnie, obowiązywał ich mundur w specyficznym kolorze jasnobrunatnym. Ludność miejscowa określała ich jako bażant złocisty (Goldfasan, czyli Chrysolophus pictus), a to właśnie z powodu munduru i złocistych odznak wyższych stopni partyjnych. W hierarchii partyjnej było 30 stopni służbowych od kandydata do Reichsleitera. Według etykiety partyjnej członkowie NSDAP byli określani jako towarzysz partyjny (Parteigenosse, Pg).
NSDAP miała szereg formacji uzupełniających, m.in. organizacje paramilitarne Sturmabteilung (SA), Schutzstaffel (SS), Narodowosocjalistyczny Korpus Motorowy (NSKK), kobiecą Nationalsozialistische Frauenschaft (NSF), młodzieżówkę Hitlerjugend i studencką Nationalsozialistischer Deutscher Studentenbund (NSDStB).
Po dojściu do władzy w 1933 występowały powiązania i spory kompetencyjne instancji partyjnych ze strukturami władzy państwowej III Rzeszy.

### Władza naczelna
Na czele partii stał wódz (Führer) Adolf Hitler; sprawował niepodzielną władzę, a jego decyzje były ostateczne i niepodważalne. Wszystkie instancje partyjne były jemu podporządkowane i musiały postępować według jego poleceń. Od 1934 miał własną kancelarię Kanzlei des Führers.
Hitler miał zastępcę, którym był od 21 kwietnia 1933 do 10 maja 1941 Rudolf Heß.
Do ścisłego kierownictwa partyjnego zaliczali się nadkomisarze, określani jako Reichsleiter. Było ich 18; był to najwyższy szczebel w hierarchii partyjnej; podlegali bezpośrednio Hitlerowi lub jego zastępcy. Niektórzy z nich byli również ministrami w rządzie Rzeszy. Nadkomisarze nadzorowali wszelkie dziedziny życia na terenie całego państwa niemieckiego.
Oto kilku z nich:
- Joseph Goebbels, Reichsleiter od 1929; założyciel Izby Kultury Rzeszy Reichskulturkammer; nadzorował radio, film i kulturę, był odpowiedzialny za aktywną propagandę. Jednocześnie od 1933 był ministrem Rzeszy do spraw propagandy, oświecenia publicznego i informacji.
- Alfred Rosenberg, główny ideolog partyjny; pełnomocnik Hitlera do spraw duchowego i światopoglądowego wychowania NSDAP, jednocześnie redaktor naczelny i wydawca dziennika centralnego Völkischer Beobachter; nadzorował prasę; odpowiedzialny za politykę zagraniczną oraz handel zagraniczny; po rozpoczęciu wojny ze Związkiem Radzieckim w 1941 minister Rzeszy do spraw okupowanych terytoriów wschodnich (na wschód od Bugu).
- Hans Frank, zaufany prawnik Hitlera, nadzorował prawo i prawników; jednocześnie minister sprawiedliwości Bawarii oraz minister Rzeszy bez teki; od 1939 generalny gubernator dużej części okupowanych terenów Polski.
- Heinrich Himmler, bezpośrednio podlegał Hitlerowi; Reichsleiter od 6 stycznia 1929; do 30 kwietnia 1945 komendant główny SS, szef Policji, Służby Bezpieczeństwa (SD) i Gestapo; od 1943 minister spraw wewnętrznych Rzeszy.
- Ernst Röhm, bezpośrednio podlegał Hitlerowi; Reichsleiter od 1922; szef Oddziałów Szturmowych (bojówek partyjnych SA); na polecenie Hitlera 30 czerwca 1934 zamordowany przez SS w akcji noc długich noży.
- Martin Bormann, w ruchu narodowosocjalistycznym pojawił się późno, ale szybko zdobywał coraz więcej władzy. Szef departamentu wschodniego (Fremde Heere – Ost) Abwehry, Reinhard Gehlen, autorytatywnie twierdził, że Bormann był sowieckim agentem. Pod koniec wojny Bormann zaginął, co dało powód do rozpowszechniania różnych legend na temat jego losów. Wiele lat po wojnie w Berlinie znaleziono zwłoki zidentyfikowane jako należące do Martina Bormanna.

### Struktura terenowa NSDAP
Obszar Niemiec podzielono na okręgi (Gaue), których było początkowo 33, a po zagarnięciu nowych obszarów liczba okręgów wzrosła do 43. Te okręgi partyjne pokrywały się z okręgami struktury państwowej (Reichsgau). W ten sposób czasami naczelnik okręgu partyjnego (Gauleiter) był jednocześnie funkcjonariuszem administracji państwowej.
Polskie tereny przyłączone w 1939 do Rzeszy podzielono na dwa okręgi:
- Gdańsk-Prusy Zachodnie, gdzie naczelnikiem był Gauleiter Albert Forster,
- Kraj Warty Gauleiter Arthur Karl Greiser, jednocześnie namiestnik Rzeszy w Kraju Warty.

Okręgi dzielono na mniejsze jednostki, których liczba wynosiła (połowa 1939):
- powiaty (Kreis 813),
- gminy (Ortsgruppe 26 138),
- komórki (Zelle 97 tysięcy),
- kwartały (Block około 512 tysięcy), Block obejmował od 40 do 60 gospodarstw domowych.

Partyjne jednostki organizacyjne pełniły czasami funkcje administracyjne; np. naczelnik powiatowej organizacji partyjnej był odpowiedzialny za organizowanie w czasie wojny pomocy mieszkańcom zbombardowanych miejscowości. Natomiast funkcjonariusze nadzorujący bloki (tzw. blokowi) roznosili po domach co 4 tygodnie kartki żywnościowe badając przy tej okazji nastroje ludności.

## Stopnie polityczne w NSDAP
| Przed 1930                 | 1930–1932                 | 1933–1938                                          | 1939–1945                |
| -------------------------- | ------------------------- | -------------------------------------------------- | ------------------------ |
|                            |                           |                                                    | Anwärter (Nicht-Partei)  |
| Mitglieder                 |                           |                                                    |                          |
|                            |                           |                                                    | Anwärter                 |
|                            |                           |                                                    | Helfer                   |
|                            |                           |                                                    | Oberhelfer               |
|                            | Blockwart (Blockleiter)   | Abteilungsleiter Unterabteilungsleiter Mitarbeiter | Arbeitsleiter            |
|                            |                           |                                                    | Oberarbeitsleiter        |
|                            |                           | Hilfs-Stellenleiter                                | Hauptarbeitsleiter       |
|                            | Zellenwart                | Stellenleiter                                      | Bereitschaftsleiter      |
|                            |                           | Hauptstellenleiter                                 | Oberbereitschaftsleiter  |
|                            |                           |                                                    | Hauptbereitschaftsleiter |
|                            |                           | Amtsleiter                                         | Einsatzleiter            |
|                            |                           |                                                    | Obereinsatzleiter        |
|                            |                           |                                                    | Haupteinsatzleiter       |
|                            |                           | Stützpunktleiter                                   | Gemeinschaftsleiter      |
|                            |                           |                                                    | Obergemeinschaftsleiter  |
|                            |                           |                                                    | Hauptgemeinschaftsleiter |
| Politischer Leiter         | Ortsgruppenleiter         | Ortsgruppenleiter                                  | Abschnittsleiter         |
|                            |                           |                                                    | Oberabschnittsleiter     |
|                            |                           |                                                    | Hauptabschnittsleiter    |
| Kreisleiter                | Kreisleiter               | Kreisleiter                                        | Bereichsleiter           |
|                            |                           |                                                    | Oberbereichsleiter       |
|                            |                           | Hauptamtsleiter                                    | Hauptbereichsleiter      |
|                            |                           | Dienstleiter                                       |                          |
|                            |                           |                                                    | Oberdienstleiter         |
|                            |                           | Hauptdienstleiter                                  |                          |
|                            |                           |                                                    | Befehlsleiter            |
|                            |                           |                                                    | Oberbefehlsleiter        |
| Stellvertreter Gauleiter   | Stellvertreter Gauleiter  | Stellvertreter Gauleiter                           | Hauptbefehlsleiter       |
| Gauleiter                  |                           |                                                    |                          |
|                            | Landesinspekteur          |                                                    |                          |
|                            | Reichsinspekteur          |                                                    |                          |
|                            | Reichsorganisationsleiter | Reichsleiter                                       | Reichsleiter             |
| Stellvertreter des Führers |                           |                                                    |                          |
| Führer                     |                           |                                                    |                          |

Zależnie od organizacji terenowej w NSDAP, wyróżniane były następujące stopnie:

| Tytuł                          | Ortsgruppen (grupa lokalna)                                                                   | Kreisleitung (dystrykt)                                                                       | Gauleitung (okręg)                                                                            | Reichsleitung (rzesza)                                                                        |                         |
| Bojowe                         | Bojowe                                                                                        | Bojowe                                                                                        | Bojowe                                                                                        | Bojowe                                                                                        |                         |
| ------------------------------ | --------------------------------------------------------------------------------------------- | --------------------------------------------------------------------------------------------- | --------------------------------------------------------------------------------------------- | --------------------------------------------------------------------------------------------- | ----------------------- |
| naczelnik polityczny-kandydat  | Politische Leiter Anwärter                                                                    | Politische Leiter Anwärter                                                                    | Politische Leiter Anwärter                                                                    | Politische Leiter Anwärter                                                                    |                         |
|                                |                                                                                               | Sonderbeauftragter                                                                            |                                                                                               |                                                                                               |                         |
| brygadzista bojowy bloku       | Betriebsblockobmann                                                                           |                                                                                               |                                                                                               |                                                                                               |                         |
| asystent kwartału              | Blockhelfer Betriebsobmann (A)                                                                |                                                                                               |                                                                                               |                                                                                               |                         |
| brygadzista bojowy komórki     | Betriebszellenobmann Hauptbetriebszellenobmann                                                |                                                                                               |                                                                                               |                                                                                               |                         |
| naczelnik kwartału/komórki     | Blockleiter Betriebsobmann (B) Zellenleiter Betriebsobmann (C & D) Hauptbetriebsobmann        |                                                                                               |                                                                                               |                                                                                               |                         |
| naczelnik biura regionalnego   | Ortsgruppenleiter                                                                             | Kreisleiter                                                                                   |                                                                                               |                                                                                               |                         |
| Administracyjne                |                                                                                               |                                                                                               |                                                                                               |                                                                                               |                         |
| naczelnik podobszaru           | Mitarbeiter Leiter eines Hilfssachgebietes Leiter eines Sachgebietes Leiter eines Hilfsstelle | Mitarbeiter Leiter eines Hilfssachgebietes Leiter eines Sachgebietes Leiter eines Hilfsstelle | Mitarbeiter Leiter eines Hilfssachgebietes Leiter eines Sachgebietes Leiter eines Hilfsstelle | Mitarbeiter Leiter eines Hilfssachgebietes Leiter eines Sachgebietes Leiter eines Hilfsstelle |                         |
|                                | Blockwalter Blockobmann                                                                       |                                                                                               |                                                                                               |                                                                                               |                         |
| naczelnik obszaru              | Leiter eine Stelle                                                                            | Leiter eine Stelle                                                                            | Leiter eine Stelle                                                                            | Leiter eine Stelle                                                                            |                         |
|                                | Zellenwalter Zellenobmann                                                                     |                                                                                               |                                                                                               |                                                                                               |                         |
| starszy naczelnik obszaru      | Leiter einer Hauptstelle                                                                      | Leiter einer Hauptstelle                                                                      | Leiter einer Hauptstelle                                                                      | Leiter einer Hauptstelle                                                                      |                         |
| naczelnik departamentu         | Leiter eines Amtes                                                                            | Leiter eines Amtes                                                                            | Leiter eines Amtes                                                                            | Leiter eines Amtes                                                                            |                         |
| starszy naczelnik departamentu | Leiter eines Hauptamtes                                                                       | Leiter eines Hauptamtes                                                                       | Leiter eines Hauptamtes                                                                       | Leiter eines Hauptamtes                                                                       | Leiter eines Hauptamtes |
| główny naczelnik departamentu  |                                                                                               |                                                                                               |                                                                                               | Leiter eines Oberst Amtes                                                                     |                         |
| Dowództwo                      |                                                                                               |                                                                                               |                                                                                               |                                                                                               |                         |
| zastępca naczelnika okręgu     |                                                                                               |                                                                                               | Stellvertreter Gauleiter                                                                      |                                                                                               |                         |
| naczelnik okręgu               |                                                                                               |                                                                                               | Gauleiter                                                                                     |                                                                                               |                         |
| naczelnik Rzeszy               |                                                                                               |                                                                                               |                                                                                               | Reichsleiter                                                                                  |                         |

Patki kołnierzowe poszczególnych stopni paramilitarnych w NSDAP w 1938: